# Stevica Kuzmanovski
Stevica Kuzmanoski, né le 11 novembre 1962 à Tetovo, est un footballeur yougoslave.
Il a joué au poste de défenseur au FK Teteks, au FK Partizan Belgrade, à l'OFK Belgrade, au FK Rad Belgrade, au Kocaelispor K, au Galatasaray SK, à l'Antalyaspor (sous forme de prêt) et enfin au Eskişehirspor K.
Il fut entraineur au Slavia Sofia et est entraineur à l'OFK Belgrade
Il compte 48 sélections en équipe A de Yougoslavie.